# Paulmooreite
La paulmooreite è un minerale.